# Wangmudu (köpinghuvudort i Kina, Jiangxi Sheng, lat 25,61, long 115,00)
Wangmudu är en köpinghuvudort i Kina. Den ligger i provinsen Jiangxi, i den sydöstra delen av landet, omkring 350 kilometer söder om provinshuvudstaden Nanchang. Antalet invånare är 36 941. Befolkningen består av 18 128 kvinnor och 18 813 män. Barn under 15 år utgör 27,0 %, vuxna 15-64 år 63 %, och äldre över 65 år 8,0 %.
Runt Wangmudu är det ganska tätbefolkat, med 185 invånare per kvadratkilometer. Wangmudu är det största samhället i trakten. I omgivningarna runt Wangmudu växer huvudsakligen savannskog.
Genomsnittlig årsnederbörd är 1 887 millimeter. Den regnigaste månaden är maj, med i genomsnitt 333 mm nederbörd, och den torraste är oktober, med 17 mm nederbörd.